# نجاد

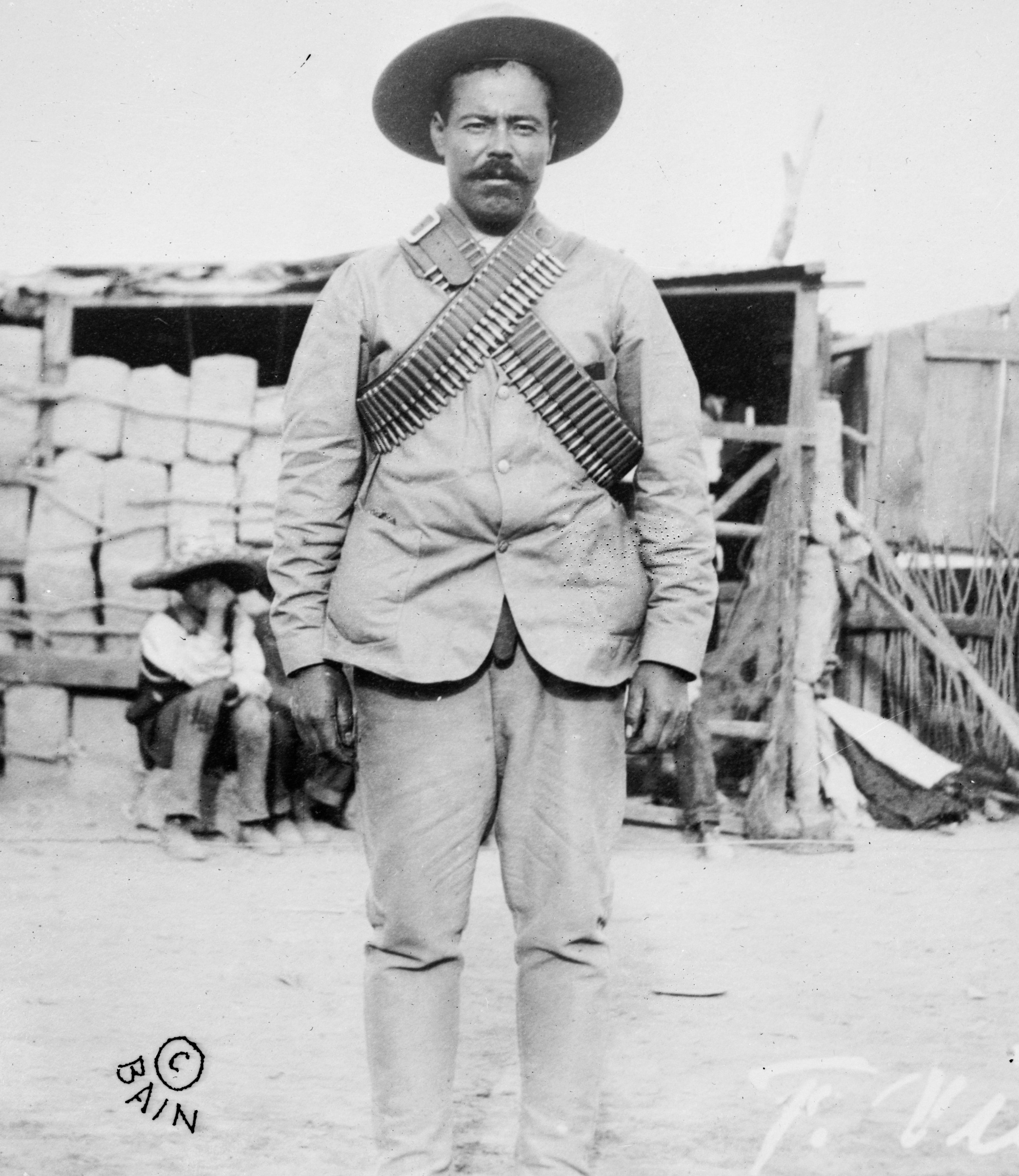
الجنرال المكسيكي الثوري بانشو فيا يرتدي نجادَين

النِّجَاد هو حزام جيوب لحمل الرصاص الفردي أو أحزمة الذخيرة. عادة ما يكون على شكل وشاح متدلي على الكتف والصدر ذو جيوب للذخيرة عبر الحجاب الحاجز والصدر.

## انظر أيضًا

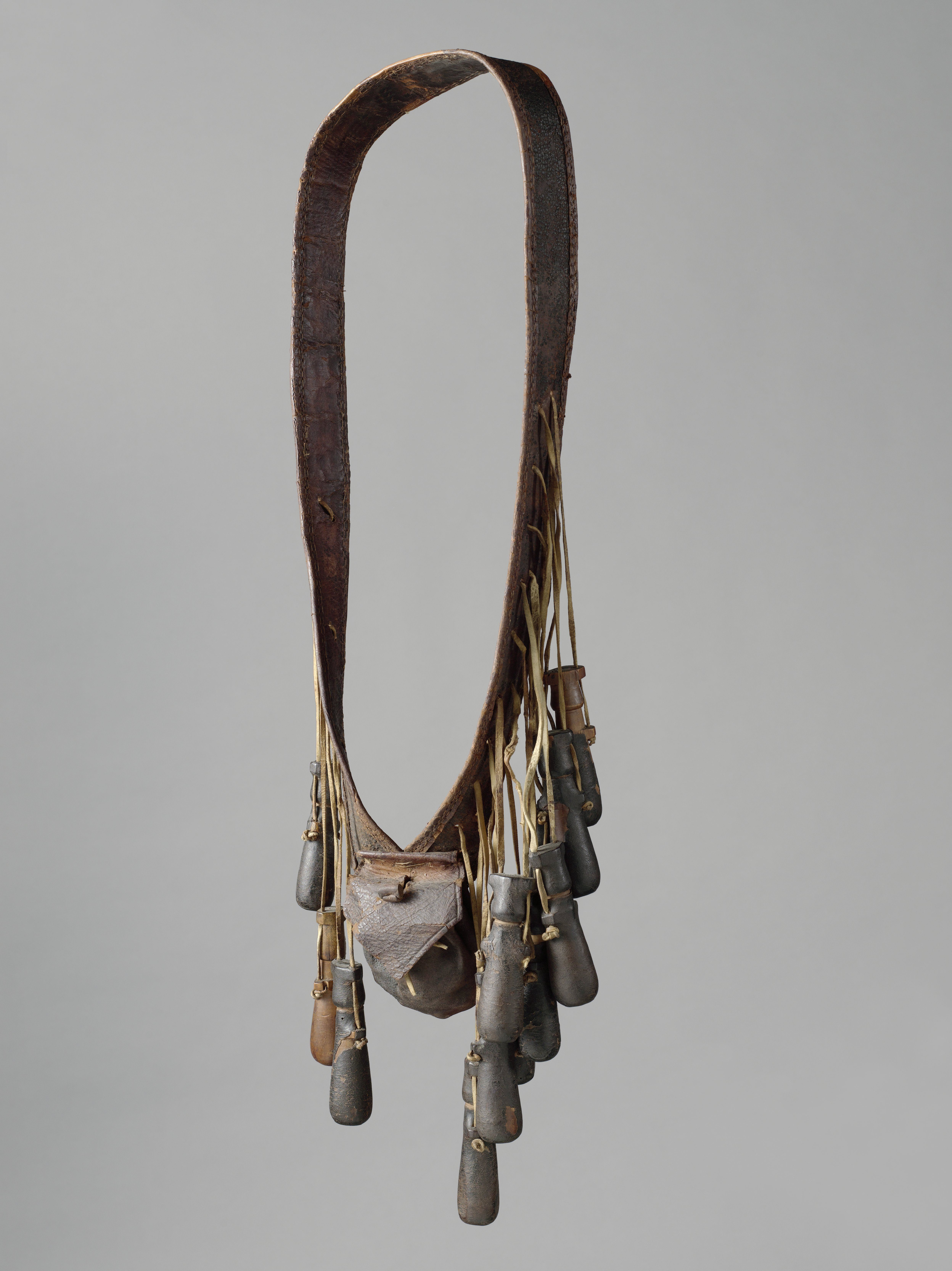
نِجاد كامل من القرن السابع عشر

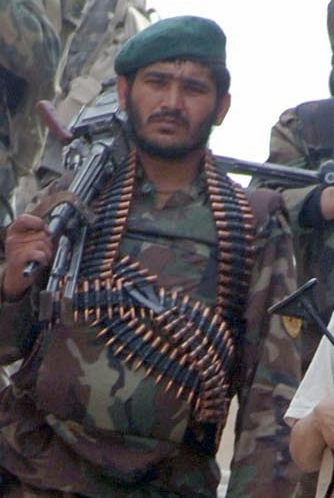
جندي من الجيش الوطني الأفغاني الحديث يرتدي حزام الذخيرة